# Saussurea nematolepis
Saussurea nematolepis là một loài thực vật có hoa trong họ Cúc. Loài này được Ling miêu tả khoa học đầu tiên năm 1949.